# 콜람 사원 화재
콜람 사원 화재(Puttingal temple fire)는 2016년 4월 10일 인도 케랄라주 콜람현 파라부르에 위치한 푸팅갈 사원에서 폭죽이 폭발하여 화재가 발생하는 사고가 발생하였다. 이 사고로 111명이 사망하였고, 350명 이상이 부상당했다.